# Тетюхин, Владислав Валентинович
Владисла́в Валенти́нович Тетю́хин (29 ноября 1932, Москва — 11 апреля 2019, Нижний Тагил, Свердловская область) — российский учёный, предприниматель, филантроп и меценат, доктор технических наук. Бывший генеральный директор ВСМПО-АВИСМА, основатель Уральского клинического лечебно-реабилитационного центра.

## Биография
Родился 29 ноября 1932 года в Москве.
Окончил Московский институт стали и сплавов по специальности «инженер-металлург» в 1956 году. После окончания института попал по распределению на Верхнесалдинский металлообрабатывающий завод в Верхней Салде (Свердловская область), где начал налаживать одно из первых в мире производств титана. На этом заводе Владислав Тетюхин прошёл практически все ступени карьерной лестницы, проделав за 19 лет путь от мастера до заместителя главного металлурга по титановому производству.
В 1965 году становится кандидатом технических наук, а спустя 10 лет, в 1975 году — доктором технических наук.
В 1976 году из-за болезни отца вернулся в Москву, где работал начальником сектора лаборатории Всероссийского научно-исследовательского института авиационных материалов Москвы (ВИАМ), в 1980 году стал начальником научно-исследовательского отделения. Отвечал за надёжность титановых сплавов в авиации, ракетостроении и космической технике.
В то время производство титана было секретным и достать нужное оборудование было большой проблемой, но Тетюхин нашёл выход из этой ситуации — на заводе установили две печи, одну привезли из ВИАМ, другую сконструировали сами и начали проводить опытные работы по плавке титана.
Во второй половине 1980-х в авиационной и космической промышленности наметился резкий спад, от которого немало пострадало не только производство, но и научные организации. Финансирование исследовательских институтов существенно сократилось, а заводы оказались на грани банкротства.
В начале 1990-х годов его снова пригласили в Верхнюю Салду восстанавливать завод. В 1992 году он стал директором и акционером завода, на котором начинал свой трудовой путь. Будучи директором завода, Тетюхин жил с супругой в скромной квартире.
Несмотря на тяжёлое состояние отечественной экономики, Тетюхин не растерялся и начал искать новые рынки сбыта титана, он объехал почти все авиационные компании в США, был даже в NASA. В конечном счёте ему всё-таки удалось найти партнёров и наладить деятельность завода. Начали с поставок титановых слитков для компаний, изготавливающих штамповки, потом постепенно перешли на индивидуальные заказы для Boeing и Airbus.
Завод был полностью самостоятельным акционерным обществом, поэтому рассчитывать на помощь государства не приходилось. Всё зависело от инициативы и умения. Кадровый состав ему удалось сохранить почти полностью.
К 2002 году завод вышел в лидеры по титановому производству в мире. Основная часть титана (более 75 %) шла на экспорт в мировой авиапром, оставшаяся часть использовалась в России в оборонной, химической промышленности и энергетике. Кроме того, титан из России поставляется в Европу и США на производство элементов для медицины.
В 1998 году объединение приобрело Березниковский титано-магниевый комбинат, находившийся в собственности у Михаила Ходорковского. Это положило начало корпорации ВСМПО-Ависма, объединяющей в себе полный производственный цикл, включая изготовление титановой губки (чернового титана). К середине 1990-х годов компания производила треть мировых объёмов титана, продавая 70 % на экспорт. В 2007 году доля корпорации на мировом рынке титана составляла 28 %, а президент корпорации, В. В. Тетюхин, вошёл в список отечественных миллионеров. По данным журнала Форбс, по состоянию на 2012 год его состояние составляло порядка 650 млн долларов.
С 2003 года акции ВСМПО-Ависма начали скупать структуры Виктора Вексельберга. В 2005 году Вексельберг попытался заставить Тетюхина и его партнёра Вячеслава Брешта продать ему принадлежащие им пакеты акций компании. Конфликт акционеров привел к судебным тяжбам и кризису в компании. В 2006 году спорные пакеты холдинга приобрел «Рособоронэкспорт».
В 2008 году Тетюхин занял пост президента корпорации, а в 2009 году ушёл на пенсию и занялся бизнесом своих сыновей по производству титановых медицинских инструментов и имплантатов.
Владислав Тетюхин стоял у истоков проекта особой экономической зоны «Титановая долина». Еще будучи на посту генерального директора ВСМПО-АВИСМА он сумел убедить региональные власти разместить ОЭЗ в Верхней Салде. Развивая отношения с авиастроительными гигантами, он хотел, чтобы рядом с ВСМПО заработали первые российские заводы Boeing, Rolls-Royce, Figeac Aero (фр.).
Умер после продолжительной болезни 11 апреля 2019 года. Похоронен на Ваганьковском кладбище Москвы.

## Уральский клинический лечебно-реабилитационный центр
```
Идея построить медицинский центр пришла ещё в 2008. В январе 2012 года началось строительство Уральского клинического лечебно-реабилитационного центра. В этот проект были вложены практически все деньги, вырученные Тетюхиным от продажи своих акций ВСМПО-Ависмы
[
2
]
.
```

Проектированием занималась немецкая компания. Ему хотелось воплотить идею лечения и восстановления человека в рамках полного цикла — от диагностики, консервативного или оперативного лечения, до полной трёхэтапной реабилитации; создать центр, который по своей оснащенности, технологиям, комфорту и доступности для инвалидов не уступал бы европейским центрам. Кроме того, таким образом он ещё хотел выразить благодарность труженикам Урала, которые создали самое крупное титановое производство в мире.
Сначала планировалось построить центр в Верхней Салде, но здание местного военного госпиталя оказалось непригодным для современного центра, поэтому выбрали для этих целей Нижний Тагил. Первоначальная смета на строительства была определена в 2,5 млрд руб., к концу строительства она поднялась до 3,3 млрд руб., а в 2012 Тетюхин, продав остатки своих акций, довёл инвестиции до 4 млрд руб.
Так как проект стал более масштабным, чем планировалось, собственных средств все равно не хватило, тогда Тетюхин обратился за господдержкой. Удалось получить около 1,2 млрд рублей. Деньги были выделены через «Корпорацию развития Среднего Урала», идею создания центра поддержали губернатор и одобрил президент.
В июне 2014 года медицинский центр получил лицензию, а в сентябре начал делать операции. В Центре работают около 60 врачей, есть врачи из Омска, Оренбурга, Томска, Тюмени, Забайкалья, Москвы и других городов России. На территории медцентра построен шестиэтажный корпус для персонала. За год в центре проводится по 4500 операций.
По словам сотрудников, государство с 2018 года стало сокращать квоты на лечение. В 2019 году квота центра на операции по ОМС снизилась на четверть, в результате центр был загружен меньше чем на половину, а его содержание обходилось владельцам в миллиард рублей в год. «То, что происходит сейчас, — это, мягко говоря, беспредел, — сказал в этой связи Владислав Тетюхин. — Такое ощущение, что нас уничтожают».

## Семья
Был женат, два сына — Дмитрий и Илья.

## Награды
За свои достижения был неоднократно награждён:
- 1960 — Лауреат Ленинской премии;
- 1970 — Орден Трудового Красного Знамени;
- 1982 — Лауреат премии Совета Министров СССР;
- 1997 — Почётный гражданин Верхней Салды;
- 2000 — Орден Почёта;
- 2007 — почётный гражданин Свердловской области[10];
- 2009 — Орден «За заслуги перед Отечеством» IV степени;
- 2017 — Почётный гражданин Нижнего Тагила[2][11].